# Металлург (хоккейный клуб, Жлобин)
«Металлург» — белорусский клуб по хоккею с шайбой из города Жлобина. Образован 29 мая 2006 года. Домашние матчи проводит в Ледовом дворце спорта «Металлург».

## История
Впервые на республиканской арене хоккейная команда Жлобина появилась в сезоне 1985/86 годов. Дебютант 2-й группы — «Металлург» занял последнее — 5-е место во второй по рангу лиге первенства БССР. Однако спустя три года «Белсталь» — так стала называться жлобинская команда с сезона 1989/90 годов, пробилась в первую группу республиканского первенства. На протяжении шести сезонов «Белсталь» неизменно становилась призёром чемпионатов.
Выиграв в сезоне 1994/95 годов чемпионат Белоруссии среди команд КФК, «Белсталь» дебютировала в III чемпионате Белоруссии. Дебютант занял 4-е место и лишь на одно очко отстав от ставшего третьим гродненского «Немана». В следующем сезоне жлобинчане наряду с чемпионатом страны выступали и в чемпионате ВЕХЛ, где так же заняли 4-е место. После сезона 1995/96 команда была расформирована.
29 мая 2006 года — официальная дата рождения клуба «Металлург». 5 августа 2006 года состоялся первый матч ХК «Металлург» на Кубок Белоруссии. Соперником был ХК «Витебск», который одержал победу со счетом 2:3.

## Структура
В структуру клуба входят:
- профессиональная хоккейная команда белорусской экстралиги «Металлург-Жлобин»;
- фарм-клуб основной команды, участвующий в высшей лиге — Белсталь.

## Достижения
- Белорусская экстралига:
  - Чемпион 4х: 2012, 2022, 2023, 2024.
  - Серебряный призёр 1х: 2013
  - Бронзовый призёр 2х: 2009,2011
- Кубок Беларуси:
  - Обладатель : 2011
  - Финалист 3х: 2010, 2012, 2013
- Континентальный кубок:
  - Финалист 1х 2013
- Кубок Союза:
  - Финалист 1х 2022
- Евро-Азиатский Кубок Дружбы:
  - Финалист 1х 2024/2025
  - Бронзовый призёр 1х 2023/2024

## Состав в сезоне 2024/25
| №          | Игрок               | Страна        | Дата рождения              | Бывший клуб                             | В ком. с: |
| Вратари    | Вратари             | Вратари       | Вратари                    | Вратари                                 | Вратари   |
| ---------- | ------------------- | ------------- | -------------------------- | --------------------------------------- | --------- |
| 28         | Данила Исаенко      | Беларусь      | 9 июня 2006 года (19 лет)  | Воспитанник клуба                       | 2022      |
| 30         | Сергей Большаков    | Россия        | 2 июня 1996 (29 лет)       | Динамо Санкт-Петербург                  | 2023      |
| Защитники  |                     |               |                            |                                         |           |
| 2          | Михаил Калач        | Флаг Беларуси | 19 июля 2002               | Минские Зубры                           | 2022      |
| 23         | Владимир Ерменков   | Флаг Беларуси | 4 марта 2000 (25 лет)      | Воспитанник клуба                       | 2019      |
| 24         | Владислав Габрусь   | Флаг Беларуси | 5 июня 1999 (26 лет)       | Могилёв                                 | 2021      |
| 44         | Вячеслав Грамович   | Флаг Беларуси | 16 февраля 2003            | Воспитанник клуба                       | 2021      |
| 61         | Владислав Наумов    | Флаг Беларуси | 10 мая 2004                | Воспитанник клуба                       | 2021      |
| 67         | Павел Купчихин      | Флаг России   | 12 сентября 2000 (24 года) | Ирбис                                   | 2021      |
| 78         | Сергей Боголейша    | Флаг Беларуси | 20 февраля 1990            | Ястшембе (хоккейный клуб)               | 2022      |
| 86         | Артём Волченков     | Флаг Беларуси | 18 мая 2001 (24 года)      | Воспитанник клуба                       | 2019      |
| Нападающие |                     |               |                            |                                         |           |
| 8          | Алексей Михнов      | Флаг России   | 31 августа 1982 (42 года)  | Северсталь                              | 2019      |
| 16         | Александр Родионов  | Флаг России   | 16 августа 1995 (27 лет)   | Брест (хоккейный клуб)                  | 2022      |
| 18         | Илья Морозов        | Флаг Беларуси | 16 мая 2003                | Воспитанник клуба                       | 2021      |
| 19         | Василий Медведев    | Флаг Беларуси | 04 апреля 2002             | Воспитанник клуба                       | 2021      |
| 21         | Ярослав Сергиевский | Флаг России   | 26 февраля 2000            | ХК Краматорск                           | 2022      |
| 36         | Алексей Мастрюков   | Флаг России   | 15 сентября 1992           | Лада (хоккейный клуб)                   | 2021      |
| 46         | Илья Шуринов        | Флаг Беларуси | 21 января 2003             | Чайка (хоккейный клуб)                  | 2021      |
| 47         | Илья Спат           | Флаг Беларуси | 25 января 2002 (23 года)   | Воспитанник клуба                       | 2020      |
| 53         | Георгий Кришталь    | Флаг Беларуси | 23 августа 2001            | Локомотив (хоккейный клуб, Орша)        | 2021      |
| 59         | Никита Долгопятов   | Флаг России   | 7 апреля 2000              | ХК Роки                                 | 2022      |
| 63         | Егор Воронов        | Флаг Беларуси | 4 февраля 1994             | Динамо (хоккейный клуб, Молодечно)      | 2019      |
| 66         | Сергей Карпович     | Флаг Беларуси | 01 марта 2002              | Юность-Минск                            | 2022      |
| 74         | Сергей Костицын     | Флаг Беларуси | 20 марта 1987              | Сокол (хоккейный клуб, Киев)            | 2022      |
| 88         | Евгений Соломонов   | Флаг Беларуси | 9 мая 1990 (35 лет)        | Гомель                                  | 2019      |
| 91         | Артур Гаврус        | Флаг Беларуси | 3 января 1994              | Металлург (хоккейный клуб, Новокузнецк) | 2021      |
| 95         | Дмитрий Войтехов    | Флаг Беларуси | 31 мая 1999 (26 лет)       | Воспитанник клуба                       | 2017      |
| 97         | Игорь Уголиников    | Флаг России   | 2 марта 1997               | Химик (хоккейный клуб, Новополоцк)      | 2022      |